# Ангел Пюскюлиев
Ангел Пюскюлиев (15 август 1848 – 9 март 1935) е български лекар, филантроп и кмет на Варна.

## Биография
Роден е на 15 август 1848 година в град Шумен. Получава образованието си при Добри Войников в Шумен. По-късно започва да учи във Военномедицинско училище в Истанбул. През 1881 година се установява във Варна. Докато е там става Старши лекар на терапевтическото отделение на Държавната болница и директор на Гражданската санитарна дирекция. Между 1892 и 1894 е председател на VI Върховен медицински съвет и директор на Държавната санитарна дирекция. Сред основателите е на варненското медицинско дружество и е негов председател. През 1895 година издава първата книга за Варна „Морските бани и Варна“. Кандидат за депутат от Либералната партия във Варна през 1896 г. Два мандата е кмет на Варна – 1904 – 1905 и 1906 – 1908 година. По време на неговите мандати започва строежа на биологична станция с аквариум, нови морски бани, пускат се извънградски автобуси до Балчик и Каварна.
Женен е за Роза Живкова, сестра на Георги и Никола Живкови и Вела Благоева.
Като кмет Д-р Ангел Пюскюлиев насочва вниманието си към основните проблеми – водоснабдяването, изграждането на канализационна мрежа, разширяване и отваряне на улиците. Многократно заявява че всяко забавяне е престъпно и че не трябва да се пренебрегва това, което е нужно, за да стане Варна модерен град. Изнася пред общинските съветници вижданията си за бъдещото развитие на Варна като център за курортолечение и туризъм.
В съзнанието на варненци д-р Ангел Пюскюлиев остава като човек, който работи с европейски размах. Умира през 1935 г. в София.